# Георгий Бибеску
Георгий III Димитрий Бибеску (рум. Gheorghe Bibescu; 26 апреля 1804, Крайова — 1 июня 1873, Париж) — господарь Валахии (1843—1848). Один из участников объединительного процесса Валахии и Молдавии.

## Биография
Представитель валашского боярского рода Бибеску. Сын великого ворника Димитрия Бибеску (умер в 1831 году) и Екатерины Вэкэреску. Изучал юриспруденцию в Бухаресте и Париже (1817—1824). После возвращения в 1825 году в Валахию был избран депутатом Чрезвычайного общественного собрания от жудеца (уезда) Долж, созванного русским командованием под руководством генерала Павла Дмитриевича Киселёва в конце Русско-турецкой войны (1828—1829). Впоследствии Бибеску занимал различные должности в министерствах юстиции и иностранных дел. В 1834 году вышел в отставку, проживал в Вене и Париже до 1842 года, когда вернулся на родину.
Вскоре после отстранения 7 октября 1842 года господаря Валахии Александра II Гики за нарушение Органического регламента, состоялись первые в Валахии выборы господаря. 1 января 1843 года господарем был избран Бибеску, притом поддержан он был как либеральным, так и консервативным крылом местной знати, а также российской царской администрацией.
15 октября 1843 года, вернувшись в Бухарест из поездки в Константинополь, Георгий Бибеску привёз в страну четыре артиллерийских орудия (с разрешения султана). 15 ноября того же года его указом была учреждена первая артиллерийская батарея Валахии. И ныне 15 ноября празднуется как день румынской артиллерии.
В первые месяцы сохранил правительство, члены которого были оппонентами Александра II Гики, первыми же указами помиловал заговорщиков-радикалов, готовивших заговор против его предшественника. Однако, со временем возникли существенные разногласия с Общественным собранием из-за ряда законодательных инициатив. Причиной одного из таких конфликтов стало решение господаря от 1844 года, в котором он передавал на 12 лет право на разработку месторождений полезных ископаемых российскому инженеру Александру Трандафилову, с тем, чтобы 10 % доходов шли бывшим владельцам отчуждаемых земель и 10 % — в казну Валахии. Но под давлением Общественного собрания договор пришлось расторгнуть. 4 марта 1844 года господарь, получив одобрение от российского императора Николая I, распустил Общественное собрание. В ноябре 1846 года состоялись новые выборы в Собрание, на которых оппозиционерам чинились препятствия.
23 марта 1847 года в Бухаресте случился грандиозный пожар, после которого Георгий разработал новый градостроительный регламент. В 1847 году Георгий заключил таможенный союз с сопредельным Молдавским княжеством, 1 января 1848 года был упразднён контрольно-пропускной пункт в Фокшанах (на границе Валахии и Молдавии).
В 1848 году в ходе революционных событий в Дунайских княжествах пережил покушение во время прогулки в Бухаресте, однако, он не пострадал (пуля застряла в эполете). Брат господаря — Янку Бибеску — был изгнан из Крайовы повстанцами, захватившими город. 9 июня большая группа повстанцев собралась в Бухаресте и направилась к господарскому дворцу, армия и полиция не препятствовали мятежникам, ибо господарь заявил, что не будет проливать кровь румын. Во дворец вошла небольшая группа революционеров и передала Георгию Ислазскую прокламацию (рум. Proclamația de la Islaz) — требования, выработанные в результате компромисса между радикалами во главе Николаэ Белческу и более умеренными деятелями культуры, ключевым представителем которых был Ион Элиаде-Радулеску. 11 июня господарь принял все требования, и Ислазская прокламация объявлена конституцией, Органический регламент отменён. 13 июня Георгий отрёкся от престола и выехал за границу. Впоследствии поселился в Париже.
После того, как революция была подавлена, новым господарем Валахии при поддержке султана Абдул-Меджида I стал старший брат Бибеску — Барбу Штирбей В 1857 году, будучи членом Дивана Молдавии и Валахии, высказался за объединение двух княжеств под суверенитетом иностранного принца. Несмотря на такую установку, в 1859 году сам Георгий считался одним из возможных кандидатов на престол Объединённого княжества Валахии и Молдавии, однако избран был Александру Куза. Последние годы жизни Бибеску провёл в Париже, где скончался 1 июня 1873 года.

## Награды
- Орден Святой Анны 1-й степени с алмазными украшениями (7 ноября 1843, Российская империя)[3]
- Орден Славы (Османская империя)
- Орден Императорского портрета (Османская империя)
- Орден Красного орла 2-й степени (королевство Пруссия)

## Семья и дети

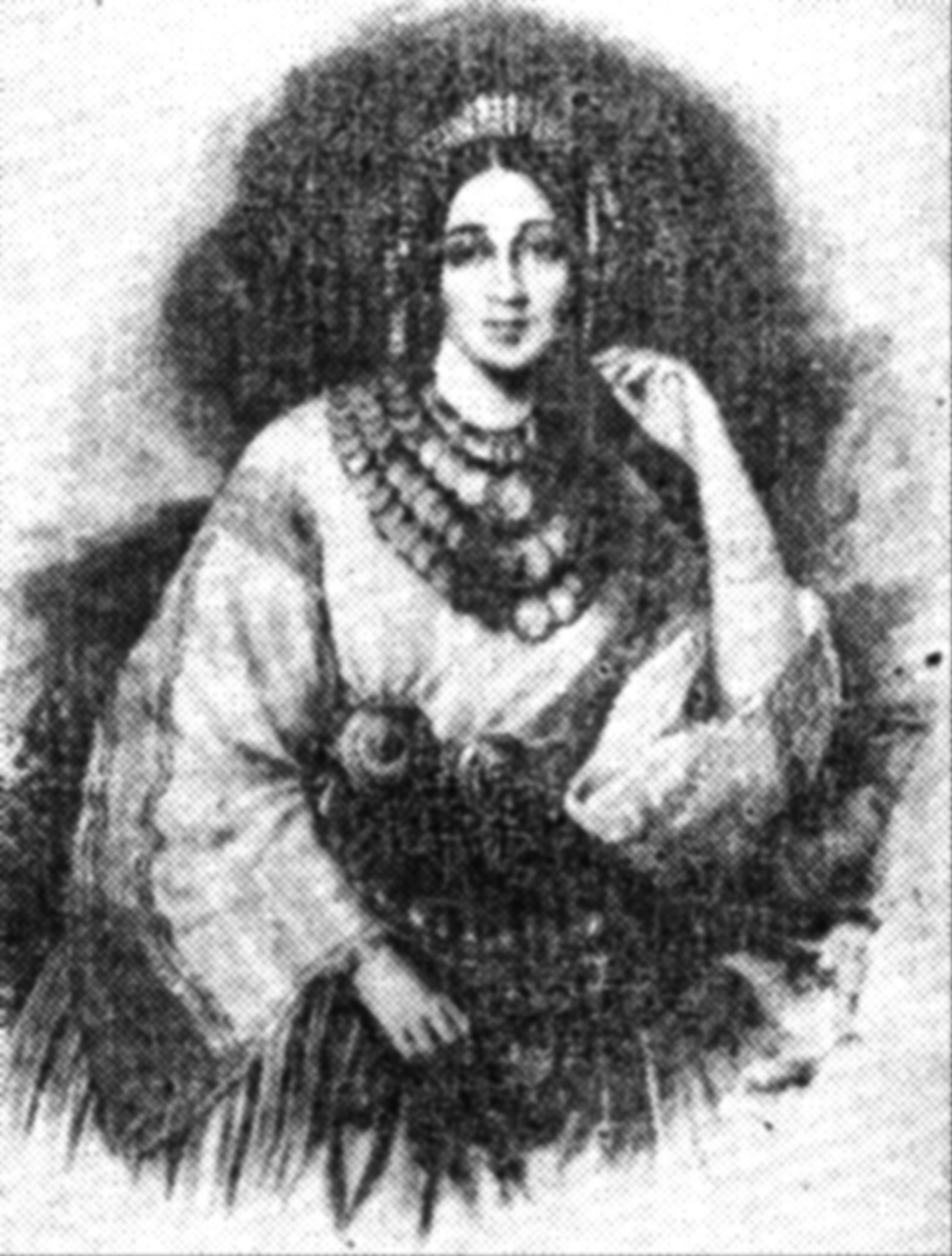
Мария Вэкэреску-Бибеску

В 1826 году женился на Зое Маврокордато (Zoé Mavrocordato, 1805—1892), приёмной дочери и наследнице князя Григория Бассараба-Брынковяну. Супруги имели в браке восемь детей. Среди них:
- Григорий Бибеску-Брынковяну (1827—1886) — наследник титула и владений рода Брынковяну, отец французской поэтессы Анны де Ноай;
- Николай Бибеску (1832—1890) — отец Жанны Бибеску (1864—1944);
- Георгий Бибеску (1834—1902) — второй муж французской аристократки Валентины де Караман (1839—1914);
- Александр Бибеску (1842—1911).

Их брак был неудачным: Зоя оказалась психически больной. Господарь стремился развестись с ней, сохранив за собой управление её состоянием. После своего вступления на престол в 1843 году он пытался получить развод и жениться на своей родственнице Марии Вэкэреску, но не получил разрешения Православной церкви. Только в 1845 году он смог добиться развода.
21 сентября 1845 года в Фокшанах женился на Марии Вэкэреску (1815—1859), от брака с которой у него было двое детей.